# Georg Samuel von Gegerfelt (1779–1866)
Georg Samuel von Gegerfelt, född 17 mars 1779 i Göteborg, död 2 maj 1866, var en svensk sjömilitär.

## Familj
Georg Samuel von Gegerfelt var son till Georg Samuel von Gegerfelt i dennes andra äktenskap med Anna Eleonora Kamp.
Med hustrun Eva Fredrika Ehrenstam hade de bland annat dottern Lotten von Gegerfelt

## Karriär
Georg Samuel von Gegerfelt var kadett på ostindiefararen Gustaf Adolf på dess färd till Indien och Kanton 1794–1796; fartygschef på denna färd var för övrigt Gegerfelts far Georg Samuel von Gegerfelt. Han tog sjöofficersexamen och utnämndes till fänrik vid amiralitetet 1797 med placering vid Göteborgs eskader. 1800–1802 var han lärstyrman på ostindiefararen Drottningen (återigen tillsammans med sin far som fartygschef på hemresan från Kanton), 1803-1805 femtestyrman på ostindiefararen Wasa till Ostindien men på hemresan överförd som andrestyrman på ostindiefararen Prinsessan.

### Fjärde koalitionskriget
Efter att ha blivit utnämnd till löjtnant vid arméns flotta 9 mars 1807 kommenderades von Gegerfelt i maj till striderna mot Napoleons Frankrike i Preussen; vid ankomsten till Pillau beordrades han att ta befälet över ett antal beväpnade lastfartyg som låg i Frisches Haff och agera mot fransmännen. 24 maj föll Danzig och svenskarna föll tillbaka till Rügen där Stralsund var under belägring och von Gegerfelt kommenderades som plutonchef i major Rosvalls kanonslupsdivision. I augusti föll både Stralsund och Dänholm och divisionen fick dra sig tillbaka till Landskrona och förlades till Adolf Fredriks-kasernen (nuvarande Landskrona museum). Kanonslupsdivisionernas uppgift blev nu att i samverkan med brittiska örlogsfartyg skydda sjöfarten mot danska kapare och angrepp mot fastlandet. 1808 blev von Gegerfelt plutonschef vid Malmö eskader, senare chef på däckade kanonslupen N:o 1 vid Helsingborg och var den 22/4 där i strid med danska kanonslupar, och den 1 december chef för en division kanonslupar fram till kampanjens slut och befordrad till kapten 8 december.

### Finska kriget
Efter att en tid tjänstgjort som divisionschef vid Malmö eskader beordrades Gegerfelt att i maj resa till Kalmar och utrusta en division däckade kanonslupar. Läget i kriget mot Ryssland var krisartat med ryska trupper ända in i Västerbotten och därför samlades alla tillgängliga resurser. Men sin division och tillika chef för den däckade kanonslupen n:o 9 deltog Gegerfelt vid den så kallade Träffningen vid Ratan, som skulle komma att bli det sista fältslaget på svensk mark. Med kanonerna på fartygen gav man eldunderstöd till trupperna i land.
Senare fick von Gegerfelt order att med sin division tillsammans med en kutterbrigg gå till Kallviken och återta kuttern Kotka, som hade lurats in i den smala viken och tvingats stryka flagg efter att skeppet gått på grund.
Den 23 augusti fick Gegerfelts division i uppgift att under major von Hauswolff anfalla och förstöra bron över Piteälven vid Piteå som man bedömde skulle utnyttjas vid den ryska reträtten. I det följande Slaget vid Piteå utmärkte sig von Gegerfelt tillsammans med löjtnant Murck när de fortsatte anfallet trots att chefen Hauswolff sårats svårt när denne ledde anfallet från en barkass i täten för kanonsluparna. Trots flera försök att förstöra bron misslyckades man och man fick till slut dra sig tillbaka med flera sårade och döda..
När fredsavtalet till slut skrevs i september senare samma år gick von Gegerfelts division under major Dorphs befäl till Landskrona för uppläggning under vintern.

### Tiden 1811 till 1813 ochSjätte koalitionskriget
1811 blev von Gegerfelt förflyttad till Göteborgs station. Mellan åren 1811 och 1813 ägnade sig hans kanonslupsdivision åt kryssningar och konvojeskorter i Öresund efter att Sverige tvingats in i Napoleons kontinentalsystemet och hamnat i krig mot sin tidigare bundsförvant England. 1812 slöts dock fred med engelsmännen efter någon enstaka krigshandling och 1813 anslöt sig Sverige åter till den stora koalitionen mot Napoleon. 

#### Gegerfelts tapperhetsmedalj
Engelska konvojer kunde nu använda svenskt vatten när de passerade Öresund. Den 6 april 1813 närmade sig en mycket stor engelsk konvoj Helsingborg för att passera det smala Öresund och måste då även passera Kronborgs fästning på danska sidan. Gegerfelts division låg för tillfället för ankar på svenskt vatten någon knapp kilometer utanför Helsingborg när de engelska transportfartygen och dess eskort började passera innanför dem på svenskt vatten. De danska batterierna på och kring fästningen öppnade då eld mot konvojen och även om elden inte var avsedd att träffa Gegerfelts fartyg (Sverige och Danmark var vid tiden inte i krig) och därför inte gjorde någon skada föll ändå ett stort antal granater nära de svenska fartygen som dock låg kvar på sin plats för att tillåta hela konvojen passera. 
För aktionen erhöll Gegerfelt den 30 april 1813 tapperhetsmedaljen i guld för tapperhet till sjöss.
Svenska krav på Norge skulle åter betyda krig mellan Sverige och Danmark och i december anföll svenska styrkor danskarna i Holstein. 
1813 förekom vissa strider mellan svenska och danska kanonslupar.

### Fälttåget mot Norge1814
Efter att Norge förklarat sig självständigt från unionen med Sverige efter Danmarks avträdande av Norge efter freden i Kiel 1814 blev nu Gegerfelts 2. kanonslupsdivisionen en del av invasionsstyrkan Bohusläns eskader som satte kurs mot Norge.
Den 2 augusti startade anfallet mot Fredriksstads fästning. Samtidigt påbörjade Gegerfelts bataljon om 10 kanonslupar, nu med Gegerfelt själv som bataljonchef, anfallet mot den mindre fästningen Huth fort i Västerälven som försvarades av en garnison om 64 man. På morgonen började de svenska fartygen beskjuta fästningen och efter att en första våg av svenska soldater som avancerade från landsidan pressats tillbaka kunde en andra våg tvinga norrmännen på flykten. Klockan två var fästningen i svenska händer. Striden kom att kallas "affären vid Huth".
Dagen därpå fortsatte framryckningen mot Fredrikstads fästning. Gegerfelt fick order att föra fram haubitsbatteriet vilket skedde under morgonen den 4 augusti och under norsk eldgivning kunde man gruppera pjäserna och bestryka fästningen med eld. Omkring 0630 hissades vit flagg och striden var över.

### Tiden vid Göteborgs station
Han blev riddare av svärdsorden 4 juli 1817, befordrades till major i arméns flotta 5 november 1821, och 1824 blev han tillförordnad tygmästare och senare 1825-1829 tygmästare vid Göteborgs station.
När örlogsflottan och arméns flotta slogs samman 1824 blev Gegerfelt kapten vid flottan. 7 november 1827 blev han befordrad till örlogskapten av andra klass.
1829 förordnades Gegerfelt som varvschef, en post han innehade till 1851. 22 mars 1839 befordrades han till kommendörkapten av första klass.
Under åren 1843-1844 samt 1846 och 1847 var Gegerfelt tjänsteförrättande stationsbefälhavare i Göteborg när ordinarie chefer var på permission eller tjänstledigheter. Till slut blev han själv 1851 utnämnd till stationsbefälhavare och innehade denna post till han 73 år gammal överfördes till reservstat den 7 december 1852 och samtidigt befordrades till kommendör. Han stannade dock på sin post som stationsbefälhavare ytterligare minst två år
Han avled på nya varvet 2 maj 1866.